# Bejenao
El Bejenao o Bejenado es una montaña de la isla canaria de La Palma (España) que separa el valle de Aridane de la caldera de Taburiente.

## Características
La montaña tiene una altitud de 1850 metros y forma un macizo triangular entre el barranco de El Riachuelo, el barranco Tenisca, el barranco de las Angustias y el borde sur de la caldera de Taburiente. Está separado de la Cumbre Nueva por un paso llamado La Cumbrecita.
Es un edificio volcánico de tipo estratovolcán originado por la reactivación que produjo la descompresión causada por el deslizamiento de Aridane, origen asimismo de la caldera de Taburiente. La vertiente norte del Bejenao ha sido destruida por la erosión y derrumbes producidos por la acción del barranco de Las Angustias.
Su nombre es una voz aborigen de los benahoaritas, y en él se encuentran varios yacimiento arqueológicos.
Está cubierto por pinares y constituye una impresionante mole que destaca en el paisaje del suroeste de la isla.

## Historia
En esta montaña Tanausú llamó a los jefes Chenauca (de Tihuya), Echentive y Asucuahe (ambos de Ahenguareme) y a Juguiro y Garehagua (jefes de Tigalate) para luchar contra Tijarafe en la Batalla Tijarafe-Aceró.